# Bodola Lajos (geodéta)

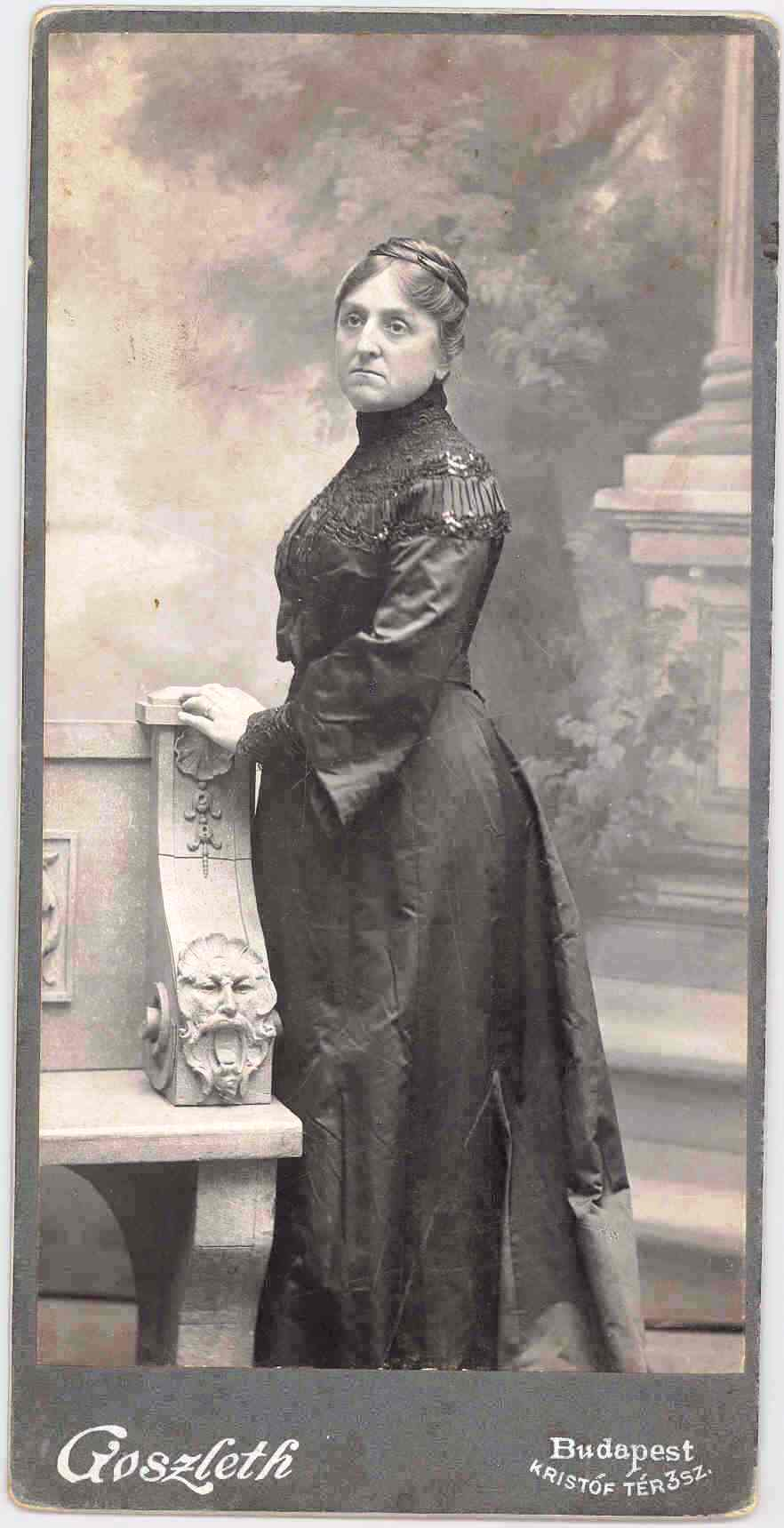
Bodola Lajosné, Pettkó Berta 1905-ben

Bodola Lajos (Sampierdarena (Genova városrésze), Olaszország, 1859. október 9. – Budapest, 1936. június 28.) mérnök, műegyetemi tanár, a Magyar Tudományos Akadémia levelező tagja (1905).

## Élete

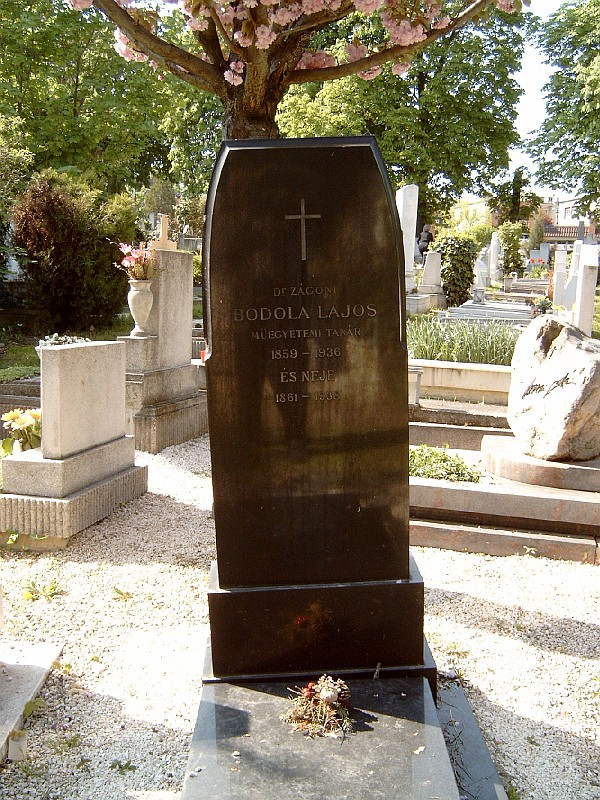
Bodola Lajos sírja Budapesten. Farkasréti temető 5/4-1-3

Bodola Lajos (1825–1897) és Montano Adél fia. 1879-ben jött Magyarországra szüleivel. 1885-ben végezte el tanulmányait a József Műegyetemen, majd a hídépítéstani tanszéken lett tanársegéd. 1885. október 11-én Budapesten, a belvárosi plébánián házasságot kötött Pettkó Bertával. 1888-ban szerzett magántanári képesítést, 1893-tól adjunktusként tevékenykedett. 1894-től nyilvános rendkívüli tanár, 1896-tól 1912-ig, nyugdíjazásáig a geodézia nyilvános rendes tanára. 1910–11-ben a Műegyetemen volt rektor. Tudományos érdeklődése kiterjedt a matematika, fizika, mechanika és csillagászat terére is a geodézián kívül. A geodéziát a közelítő matematika példájaként tárgyalta. A József Műegyetem 1922-ben tiszteletbeli műszaki doktorrá avatta. 1923-tól a Nemzetközi Súly- és Mértékbizottság titkára volt, 1928-tól pedig tiszteletbeli tagja.

## Munkái
- Útmutatás magasságmérésekre (Bp., 1888)
- Az elsőrendű háromszögelési szögmérésekről (Magyar Mérnök és Építész Egyl. Közl., 1888)
- A prizmatikus tükörrendszerekről és a háromélű prizmáról, különös tekintettel a szögkitűzésre (Bp., 1893)
- A mérési hibák elmélete és a legkisebb négyzetek módszere (Bp., 1905)